# Saint-Patrice
Saint-Patrice là một xã của tỉnh Indre-et-Loire, thuộc vùng Centre-Val de Loire, miền trung nước Pháp.